# Boeing 767
Boeing 767 var det første langdistance to-motorsfly.
Boeing 767 fløj for første gang i 1981. Dengang var det et enestående fly, da det kun havde to motorer. Alle andre konkurrenter havde enten for mange motorer, for kort rækkevidde, eller var for små. Den var også udstyret med et topersoners cockpit, modsat alle konkurrenternes der havde plads til tre. Boeing 767 blev udviklet samtidig med den mindre Boeing 757, hvilket betød at cockpittet var det samme på begge typer.

## Varianter
Den første 767 fløj første gang med United Airlines i 1982. Det var en 767-200 med en rækkevidde på mellem 5800 km og 7200 km, afhængig af hvilke motorer.
I 1984 kom 767-200ER ind i billedet, med Ethiopian Airlines som første kunde. Denne havde ekstra rækkevidde på 12000 km.
I 1986 kom 767-300 frem. Denne var forlænget med 6.42 meter, og med en rækkevidde på 7800 km. Der blev også lavet en 767-300ER med rækkevidde på 10800 km.
I 1993 blev 767F, der var et fragtfly baseret på 767-300, lanceret.
Da Delta Air Lines og Continental Airlines i USA i 1990`erne skulle købe et nyt fly, som skulle være større end 767-300, og mindre end Boeing 777-200, kom boeing frem med 767-400ER. Denne var forlænget med 6.42 meter i forhold til 767-300. Den har samme cockpit og hjul/bremser som 777, og har desuden winglets. Der blev kun købt 40 af dette fly, da Airbus A330-200 var bedre.

## Tekniske specifikationer
Brændstof kapacitet
:

767-200 – 45.955 L. 

767-200ER – 63.216 L. 

767-300 – 63.216 L. 

767-300ER – 91.380 L. 

767-300 FREIGHTER – 91.380 L. 

767-400ER – 91.370 L. 

## Fremtid
Det menes ikke at Boeing 767 vil få flere ordrer i fremtiden, da Boeing har lanceret afløseren Boeing 787. Men det amerikanske luftvåben menes at købe op til 100 KC-767, tankfly versionen af 767. E-767 menes at kunne få en del succes som afløser for E-3 Sentry

## Ulykker
Der har hidtil været ni ulykker med Boeing 767.
- En Air Canada maskine løb i 1983 tør for brændstof, men landede sikkert.
- En Lauda Air maskine stytede ned over Thailand da den fik motorproblemer.
- En TACA maskine kørte af banen i Guatemala.
- En Ethiopian Airlines maskine blev kapret af terrorister, som beordrede den til at flyve til Australien. Den løb så tør for brændstof ved Madagaskar, og lavede en nødlanding ved en strand.
- To Boeing 767 blev brugt under terrorangrebet den 11. september 2001.
- En China Airlines maskine fløj ind i et bjerg i Kina
- En EgyptAir styrtede af ukendte årsager ned i Atlanterhavet.
- En EgyptAir kørte af landingsbanen i Zimbabwe

11. september

Boeing 767 var også den flymodel der blev kapret to af, af terrorister den 11. september 2001. De to fly blev henholdsvis fløjet ind i Nordtårnet og Sydtårnet på Manhattan i New York i USA. De to andre fly der blev kapret 11. september, var begge Boeing 757